# Nezahualcóyotl (município)
Nezahualcóyotl (em castelhano: Ciudad Nezahualcóyotl, AFI: [sjuˈðað nesawalˈkoʝotl]) é um dos 125 municípios do estado do México, situado na parte leste da entidade federativa. Possui uma população de 1.039.867 habitantes, distribuída em uma área de 63,74 km².
Faz fronteira com Atenco, Ecatepec de Morelos e Gustavo A. Madero a norte; com Iztacalco e Iztapalapa a sul; com Venustiano Carranza a oeste; e com Chimalhuacán, La Paz e Texcoco a leste. Nezahualcóyotl compõe, junto com outros municípios, a Região Metropolitana do Vale do México.

## Transportes

### Metrô da Cidade do México
Nezahualcóyotl é atendido pelas seguintes estações do Metrô da Cidade do México:
- Impulsora
- Nezahualcóyotl
- Río de los Remedios